# Xã Perry Lake, Quận Crow Wing, Minnesota
Xã Perry Lake (tiếng Anh: Perry Lake Township) là một xã thuộc quận Crow Wing, tiểu bang Minnesota, Hoa Kỳ. Năm 2010, dân số của xã này là 302 người.